# Maya (film)
Maya – albański film fabularny z roku 2010 w reżyserii Plutona Vasi. 

## Fabuła
Debiut fabularny Plutona Vasiego, znanego w Albanii dokumentalisty. Akcja filmu rozgrywa się w małym prowincjonalnym miasteczku Gromasi, w okresie transformacji ustrojowej. Do miasteczka przyjeżdża Sami, którego ojciec pod koniec II wojny światowej wyemigrował z Albanii. Sami przywozi ze sobą prochy ojca Xheladina, którego ostatnim życzeniem było spocząć w ojczystej ziemi. Miejscowa społeczność traktuje Samiego jako obcego, a spełnienie życzenia ojca okazuje się bardzo trudne. Sytuację Samiego skomplikuje uczucie do jednej z mieszkanek miasteczka, tytułowej Mai, która jest mężatką i ma dwoje dzieci.
Zdjęcia do filmu kręcono w Petreli.

## Obsada
- Rovena Lule jako Maya
- Gent Kame jako Sami
- Alert Çeloaliaj jako Drini, mąż Mai
- Myzafer Zifla jako Bekim
- Arben Derhemi jako Burhan
- Mariana Kondi jako Vjollca
- Zyliha Miloti
- Xhevahir Zeneli